# Pizotifen
Pizotifen (pizotilin, sandomigran) je benzocikloheptenski lek koji se prvenstveno koristi za umanjenje učestalosti pojave migrenskih glavobolja.

## Upotreba
Glavna medicinska upotreba pizotifena je u sprečavanju vaskularnih glavobolja. Pizotifen je deo veće grupe lekova sa tom namenom, koja isto tako obuhvata propranolol, topiramat, valproinsku kiselinu i amitriptilin. Dok je pizotifen umereno efektivan, njegova upotreba je ograničena nuspojavama, prvenstveno pospanošću i povećanjem telesne težine, te on obično nije preferirani lek.

## Spoljašnje veze
|  | Molimo Vas, obratite pažnju na važno upozorenje u vezi sa temama iz oblasti medicine (zdravlja). |